# Krępak nalipek
Krępak nalipek, włochacz nalipek (Lycia hirtaria) – motyl z rodziny miernikowcowatych (Geometridae).

## Wygląd

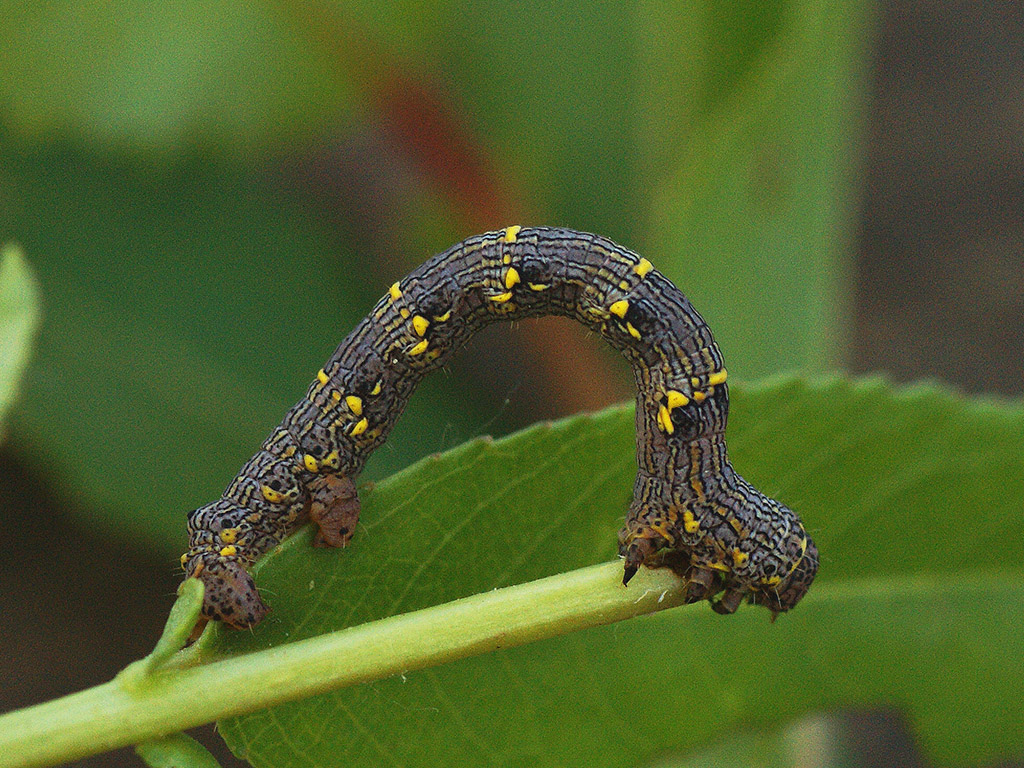
Gąsienica

Skrzydła mają rozpiętość od 4 do 5 cm. Biało-brązowy wzór na skrzydłach zapewnia motylowi doskonały kamuflaż. W rejonach przemysłowych motyle są koloru czarnego.

## Stadia rozwojowe
Gąsienica ma kolor brązowo-zielonoszary. Posiada czarne cętki i żółte plamki.

## Występowanie
Europa